# Paraeumigus parvulus
Paraeumigus parvulus is een rechtvleugelig insect uit de familie Pamphagidae. De wetenschappelijke naam van deze soort is voor het eerst geldig gepubliceerd in 1907 door Bolívar.